# Komáromi János
Komáromi János, 1908-ig Komár (Málca, 1890. december 22. – Budapest, 1937. október 7.) magyar író, újságíró. Több tucat elbeszélés és regény szerzője.

## Élete
Komár József és Balog Mária fiaként született. Elemei iskoláit Legenyén, a főgimnáziumot a sárospataki kollégiumban végezte, majd 1911-ben lépett újságírói pályára. Eleinte a Budapesti Hírlapnál dolgozott, majd 1919 elejétől a Magyarország, 1920-tól a Magyarság belső munkatársa volt. Jogi tanulmányait a budapesti tudományegyetemen folytatta, ahonnan negyedévesként az első világháború ragadta ki.
Az elsők között vett részt a háborúban, a galíciai fronton harcolt mint a 2. számú tiroli császárvadászezred önkéntes tizedese, ahol 1914 késő őszén egy támadás során három gépfegyver golyó roncsolta szét a lábát a lengyel mezők egyikén. Krakkóból tért haza.
Ez a néhány háborús hónap meghatározó volt számára és ekkor írta azokat az igazán nagyszerű műveit, mint a Mit búsulsz kenyeres? és az egyik fő művét, az Északon ősz van-t, de számos más könyvében is visszatér a háborús sokk hatása. Történelmi segédforrásként is alkalmazható A nagy háború anekdotái c. gyűjtése, mely az egykori frontharcosok fontosabb emlékeit tartalmazza. Maradandó sérülése miatt Bécsbe, a katonai sajtóirodára került és az ottani élményeit dolgozta fel a Császári és királyi szép napok című remekművében. Mint fronszolgálatra alkalmatlan hadnagy, a bécsi hadügyminisztérium sajtóosztályának magyar tudósítója volt. Kiváló íráskészséggel rendelkezett, igazi „ropogós”, mégis könnyed magyar nyelven fogalmazva és kiváló humorral megáldva, egy igazi modern mesemondót köszönthetünk benne, aki nem félt saját esetleges botlásait, ügyetlenségeit közkinccsé tenni.
A két világháború közötti magyar irodalom meghatározó alakja volt. Hazaszeretete, kötődése a szülőföldhöz és a sárospataki alma materhez, könyveinek ízes magyar nyelvezete, méltán tette oly népszerűvé. Nem a korai halála miatt merült már-már feledésbe, hanem mert a műveiben megfogalmazott szülőföld utáni vágyódás 1945 után nemkívánatosnak minősült. Málca, Komáromi szülőfaluja ma Szlovákia. Trianon után soha többé nem léphetett a szülőföldjére, s ezt haláláig nem tudta feldolgozni. Regényeinek helyszínéül is többnyire ezt a vidéket választotta, s életrajzi elemekkel szőtte át a történeteket. A helyenként érzelmes, néhelyütt pedig indulatos nacionalizmusát nem bocsátották meg neki.
A 25 éves írói jubileuma alkalmából megjelent gyűjteményes kötetek száma meghaladja a harmincat. Erre az alkalomra jelent meg az Emlékkönyv Komáromi János huszonötéves írói jubileumára (Budapest, 1933) c. kiadvány is, melyet az akkori hírességek sokasága üdvözölt. Tagja volt a Petőfi Társaságnak (1921) – lakása is a Petőfi házban volt –, a Kisfaludy Társaságnak (1928), publikált a Budapesti Hírlapban, a Magyarországban, az Új Nemzedékben és a Magyarságban.
Ma inkább az ifjúsági irodalom kategóriájába tartozó művei a keresettebbek. A Pataki diákok című könyvében nem csak a „magyar művelődés református fellegvárának” állított emléket, hanem a saját, nélkülözésekkel teli gyermekkorát írta meg, Barla Jóska ő maga. Első nyomtatásban megjelent írása is Sárospatakhoz kötődik, gimnazista korában írta a Gyalog az Alföldön c. útirajzát, amellyel elnyerte a Magyar Turista Egyesület első díját.
Érdeklődése a magyar történelem, a magyarság szabadságharcai iránt megmutatkozik műveiben. Regényeinek témája gyakran a szűkebb hazája, a Tiszahát történelme: Esze Tamás a mezítlábasok ezredese, Ordasok, Hé, kozákok. A Zágon felé c. regénye Mikes Kelemen életét eleveníti fel. Ám történelmi regényeinek leíró részeibe is belopja szülőföldje, Legenye és vidéke bemutatását. Hősei mindig egyszerű emberek.
A Régi ház az országútnál, a Szülőföldem szép határa és a Jegenyék a szélben önéletrajzi ihletésű munkák. A későbbiekben pedig szívesen írt a saját családjáról, gyermekeiről: Nagy leányka, kis legényke.
Műveit német, angol, francia és lengyel nyelvre fordították le. A hazai ifjúság körében a legnépszerűbbek egyike volt.
Halálát húgyvérűség, veseér-elmeszesedés okozta. Sírja a Fiumei úti sírkertben található (11-4-40). Felesége Soltész Irén volt.

## Emlékezete
Mellszobrát, amelyet 1969. szeptember 21-én állíttatott fel a Pataki Diákok Baráti Köre kezdeményezésére a Képzőművészeti Alap, s amely a sárospataki iskolakert dísztere mellett áll, Balázs István szobrászművész készítette. Regényeit újra csak az 1990-es évek végén adták ki.
Szombathy Viktor így emlékezik rá: „Író volt: az áhítatosak fajtájából, aki tisztelte a betűt, nagyra tartotta mesterségét, s beosztott napirenddel dolgozott. Pontos ember volt, számítani lehetett rá s terminusaira. Semmiféle más foglalkozásban nem tudta volna magát elképzelni, csak az íróiban. Áhítattal hajolt kézirata fölé, s mikor apró betűit sikerült annyira összeszorítani, hogy nagyítóüveggel lehetett csak elolvasni, megnyugodva szólt: "– Most már olyan kicsit írok, hogy a legjobb szedő sem tudja elolvasni." Egy ív papírra ráírt egy egész novellát. Rövid volt az élete, mint egy ív papír. De tiszta és derűs. Humora mikszáthi humor volt – s maradt benne valami Jókai regényességéből, Rákóczi ezredesének lett volna jó, őszi síkon, tábortűz mellett, méla októberi este hallgatva a tárogatót. Vagy talán íródeákságot vállalt volna szívesebben. Író volt. Magyar író, olyan ember, hogy a szeme könnyes lett, amikor ezt a szót mondta ki: magyar nép.”

## Fontosabb művei
- Mit búsulsz kenyeres (elbeszélés, Budapest, 1915)
- Esze Tamás (regény, Budapest, 1922) Újabb kiadás, 1930
- Hé, kozákok, (regény, Budapest, 1924) Online; Németül
- Pataki diákok (regény, Budapest, 1925) Újabb kiadás, 1933
- Cs. és kir. szép napok (Budapest, 1925)
- Szülőföldem szép határa (elbeszélés, Budapest, 1928)
- Ordasok (regény, Budapest, 1932)
- Zágon felé (regény, Budapest, 1934)
- A nagy háború anekdotái. 1936.
- Emlékeim (Budapest, 1938)
- Régi ház az országutnál (Budapest, 1932)